# バインダリ
バインダリはホイファナラ氏女真族。初代ホイファ国主・ワンギヌの孫で、二代目 (末代) 国主。
詳細な記述はあまり遺っていないが、非常に獰猛で暴戻な性格のもち主とされ、その性格が災いして国内の宗族や属部の離叛を招き、最後はイェヘの策略でヌルハチを怒らせ、討伐されて国家諸共滅んだ。

## 略歴
バインダリは初代ホイファ国主・ワンギヌの孫で、実父 (ワンギヌ長男) はワンギヌより早くに死去した。
バインダリは獰猛な性格のもちぬしで、ワンギヌが病死すると、七人の叔父 (ワンギヌにはバインダリの父親含め八人の子がいた) を殺害し、自ら国主に即位した。驚懼したホイファ一族は挙って周辺のイェヘ (葉赫) やハダに亡命した。バインダリは服従しない宗族や領民を力で捩じ伏せようと、ヌルハチ率いるマンジュ･グルン (満洲国、後金の前身)から兵を借り、造反者を次々と手にかけ、1,000人余りを殺戮した。逃亡したホイファ一族から、紛争の仲裁とバインダリ捕縛の要請を受けたイェヘ西城主・ブジャイは、バインダリが狩猟にでかけるという情報を聞きつけて早速派兵し、バインダリを捕縛して海龍城に監禁した。バインダリは三代目ウラ国主・マンタイに救出を求め、マンタイの弟・ブジャンタイが派遣されて両者の仲をとりもった。加勢を期待したバインダリは渋々和解に応じた。

### 対満抗争
万暦15 (1587) 年の建国以来、勢力を急激に強大化させてきたマンジュ･グルン (満洲国) のヌルハチは、次第にフルン (海西女真) にとって脅威となりつつあった。イェヘ東城主・ナリムブルはマンジュの勢いを挫こうと、ヌルハチに領土割譲を求めたが、「国家は家畜に非ず」と却られた。ナリムブルは続いてハダ国主・メンゲブルとバインダリを糾合し、共同で使者を送ってヌルハチを脅迫したが、ヌルハチから父・ヤンギヌらの死に様を嘲笑され、失敗におわった。そこでナリムブルはいよいよ武力に訴えることにした。
万暦21 (1593) 年、ナリムブルはフルン四部 (ハダ、イェヘ、ホイファ、ウラ) を糾合し、ヌルハチの属領を襲撃、掠奪した。しかしヌルハチが報復としてハダの属領を襲撃し、更に伏兵に襲わせてメンゲブルを撃退したため、またも失敗におわった (→「フルギヤチ･ガシャンの戦」)。ナリムブルは懲りずに数箇月後、聯合軍の規模を四部から九部に拡大させ、大挙してヌルハチ属部を襲撃した。ところがヌルハチに烏合の衆であることを見抜かれ、策略によって潰滅した挙句、イェヘ西城主・ブジャイが討ち取られ、ウラ国主の弟・ブジャンタイ (後の四代目国主) が俘虜になり、バインダリ含めた残党は蜘蛛の子を散らしたように遁走した。(→「グレ･イ･アリンの戦」)
ホイファはその後、万暦23 (1595) 年旧暦6月、ヌルハチにドビ･ホトンを攻略され、抗戦したドビ城主・ケチュンゲとセメンゲが殺害された。
万暦25 (1597) 年旧暦1月、バインダリはフルン四部として共同でヌルハチの許へ使者を遣り、フルン四部とマンジュはひとまづ和解した。しかし野心勃勃たるイェヘ東城主・ナリムブルがこれに甘んじるはずはなかった。

### 国滅人亡
マンジュのヌルハチとの和解から数年後、バインダリの一族兄弟からイェヘ東城主・ナリムブルに帰順する者が現れ、触発された属部の民衆にも帰順を図る者が出始めた。ヌルハチはバインダリの要請を承け、兵1,000を派遣してホイファ属部の逃亡を阻止し、バインダリは代償としてホイファ七大人の子を人質として差し出した。
それを知ったナリムブルは、人質を連れ戻せば一族兄弟を返還するとバインダリを唆した。バインダリはそれを恃んで一方的に中立を宣言し、マンジュから人質を連れ戻すと、早々に中立を破り、自らの子をナリムブルに人質として差し出した。ところが、ナリムブルは前言を反故にし、一族兄弟の返還を拒否した。賺されたと気づいたバインダリは再びマンジュの庇護を求め、更にはゴロロ氏?チャンシュと婚約させた娘を嫁に欲しいとヌルハチに強請った。ヌルハチは承諾し、チャンシュとの婚約を破棄したが、しかしバインダリは一転して、人質がイェヘから帰還するのを待ちたいと言い訳して先延ばしにし始めた。その裏では居城の増強工事を進めていた。
人質を返還されたバインダリは、堅牢な城壁を得たことでヌルハチの軍事力を見縊り始め、遂に婚姻を反故にした。万暦35 (1607) 年、怒髪したヌルハチに包囲されたバインダリの居城はあっけなく陥落し、バインダリは父子諸共誅殺され、ホイファも滅んだ。(→「太祖滅輝発国」)

## 脚註・参照先
1. 1 2  拜音達哩：『滿洲實錄』巻1-2。拜音達里：『柳邊紀略』巻3,『滿洲實錄』巻3,『太祖高皇帝實錄』巻3,『清史稿』巻223。明代史料 (東夷考略、明實錄) では名前がみつからない。
2. ↑  フルギヤチの戦が万暦21(1593)年、その前年あたりにイェヘ国主・ナリムブル、ハダ国主・メンゲブル、ホイファ国主・バインダリが共同で使者を送り、ヌルハチを脅迫している。→参照「富爾佳斉大戦」
3. ↑  ヌルハチは建州女直の首領として身を立て、マンジュ･グルン (満洲国) を樹立すると、後にフルン四部を討滅してアイシン･グルン (後金)を樹立する。アイシン･グルンはヌルハチの子・ホンタイジの時にダイチン･グルン (大清国) となる。
4. ↑  不詳。
5. ↑  この時、バインダリ側の腹心として「蘇猛格 (セメンゲ)」が同席していたとある。セメンゲはドビ城主で、後にヌルハチに侵攻されて殺害される。
6. ↑  ““扈伦轶事”-‘布占泰的传说’”. 扈伦研究. 未詳. pp. 68-70
7. ↑  ドビ･ホトン：ᡩᠣᠪᡳ ᡥᠣᡨᠣᠨ, dobi hoton, 多璧城 (『滿洲實錄』,『清史稿』)　＊dobiには狐の意味があるが、関係不明。
8. ↑  ケチュンゲ：ᡴᡝᠴᡠᠩᡤᡝ, kecungge, 克充格 (『滿洲實錄』,『清史稿』)。/ セメンゲ? (スメンゲ?)：ᠰᡝᠮᡝᠩᡤᡝ, semengge, 蘇蒙格 (『滿洲實錄』)、蘇猛格 (『清史稿』)。
9. 1 2 3   滿洲老檔. 不詳

## 参照元文献・史料

### 史籍
- 愛新覚羅･弘昼, 西林覚羅･鄂尔泰, 富察･福敏, (舒穆祿氏)徐元夢『八旗滿洲氏族通譜』四庫全書, 1744 (漢文)
- 編者不詳『滿洲老檔』四庫全書, 1775 (満文)
- 編者不詳『滿洲實錄』四庫全書, 1781 (漢文) ＊中央研究院歴史語言研究所版
- 趙爾巽, 他100余名『清史稿』清史館, 1928 (漢文) ＊中華書局版

### 研究書
- 趙東昇『扈伦研究』p.68-70「扈伦轶事-布占泰的传说」1989 (中国語)
- 今西春秋『満和蒙和対訳 満洲実録』刀水書房, 1992 (和訳) ＊和訳自体は1938年に完成。
- 安双成『满汉大辞典』遼寧民族出版社, 1993 (中国語)
- 胡增益 (主編)『新满汉大词典』新疆人民出版社, 1994 (中国語)

### Webサイト
- 『五体清文鑑訳解』京都大学文学部内陸アジア研究所 (和訳)
- 栗林均「モンゴル諸語と満洲文語の資料検索システム」東北大学
- 「明實錄、朝鮮王朝実録、清實錄資料庫」中央研究院歴史語言研究所 (台湾)
- 「人名權威 人物傳記資料庫」中央研究院歴史語言研究所 (台湾)